# Ecsenius lividanalis
Ecsenius lividanalis är en fiskart som beskrevs av Chapman och Schultz 1952. Ecsenius lividanalis ingår i släktet Ecsenius och familjen Blenniidae. Inga underarter finns listade i Catalogue of Life.